# فيورنتينو
فيورنتينو (بالإنجليزية: Fiorentino)‏ هي بلدية في سان مارينو، بلغ عدد سكانها 2٬526 نسمة، في 2013، تبلغ مساحتها 6٫57 كيلومتر مربع، رمزها البريدي هو RSM-47897.

## الموقع
تشترك في الحدود مع:
- تشيسانوفا
- مونتيجاردينو
- Monte Grimano Terme [الإنجليزية]‏
- فيتانو
- سان مارينو المدينة
- بورغو ماجيوري
- Sassofeltrio [الإنجليزية]‏.